# Lagynodes obscuriceps
Lagynodes obscuriceps är en stekelart som beskrevs av Paul Dessart 1981. Lagynodes obscuriceps ingår i släktet Lagynodes och familjen trefåresteklar. Inga underarter finns listade i Catalogue of Life.